# Маркетинговые войны
«Ма́рке́тинговые во́йны» (англ. Marketing Warfare) — книга о маркетинге, написанная профессиональными маркетологами Элом Райсом и Джеком Траутом в 1986 году. Переведена на русский язык.

## О книге
Маркетологи Эл Райс и Джек Траут взяли за основу теорию ведения войны Клаузевица, изложенную в его труде «О войне». В своей книге «Маркетинговые войны» они успешно проводят аналогию между борьбой корпораций за лидерство и военными действиями. Об этом они прямо говорят в посвящении своей книги: «Посвящается одному из величайших маркетинговых стратегов, которых когда-либо знал мир: Карлу фон Клаузевицу.»
В предисловии авторы же поясняют цель написания книги и причины побудившие их к этому:
Первая книга о маркетинговых войнах была написана еще тогда, когда конкуренция переживала своё средневековье. Десять лет назад ещё не существовало понятия «глобальная конкуренция». Все технологии, которые мы сегодня воспринимаем как должное, были тогда всего лишь отблеском идеи в умах инженеров из Силиконовой долины. Глобальная коммерция оставалась уделом избранных транснациональных компаний.
Всё переменилось. По сравнению с современным рынком то, что было прежде, кажется невинной вечеринкой с чаем. В каждой точке земного шара идут или готовятся войны. Каждый охотится за каждым. Везде.
Всё это говорит о том, что принципы «Маркетинговых войн» сегодня важны как никогда. Компании должны учиться бороться со своими конкурентами. Как избегать их сильных сторон. Как пользоваться слабостями.
Организации должны понять, что теперь важна не готовность умереть за свою компанию. Важно умение заставить умирать за свои компании других.
Эта книга и о том, как придерживаться правильной стратегии. Не имеет значения, большая у вас компания, средняя или маленькая, — «Маркетинговые войны» и планируемое продолжение этой книги помогут вам составить модель её выживания в XXI веке.
- Введение. Маркетинг — это война
- Глава 1. 2500 лет войны
- Глава 2. Принцип силы
- Глава 3. Превосходство оборонительной позиции
- Глава 4. Новая эра конкуренции
- Глава 5. Поле битвы
- Глава 6. Стратегический квадрат
- Глава 7. Принципы оборонительной войны
- Глава 8. Принципы наступательной войны
- Глава 9. Принципы фланговой войны
- Глава 10. Принципы партизанской войны
- Глава 11. Война напитков «кола»
- Глава 12. Пивная война
- Глава 13. Война гамбургеров
- Глава 14. Компьютерная война
- Глава 15. Стратегия и тактика
- Глава 16. Маркетинговый генерал

Авторы выделяют четыре основных типа маркетинговых стратегий:
- оборонительная: только сильный может себе позволить эффективно обороняться, если конкурент начал атаку — сделай всё, чтобы она захлебнулась
- наступательная: успешно воевать могут только талантливые генералы; найди слабость противника, атакуя, не распыляйся
- партизанская: сегмент рынка, на который вы претендуете, должен быть не больше, чем вы в состоянии успешно защитить; тактика выживания небольших компаний среди «акул бизнеса»
- фланговая: успешный фланговый манёвр может быть сделан только в том сегменте рынка, в котором у конкурента слабые позиции; залог успеха флангового удара — в его внезапности.

## Российские издания
Юбилейное российское издание содержит комментарии авторов к событиям, описанным в оригинальном варианте книги, и дополнено массой российских примеров и кейсов, написанных Алексеем Сухенко — бывшим главой российского представительства компании Trout&Partners.

## Отзывы и критика
В 1980-е подход Райса и Траута был в чём-то новаторским и опровергал признанные и устоявшиеся догмы маркетинга, описанные Филипом Котлером:
Смелость более честно посмотреть на сущность маркетинга взяли на себя Джек Траут и Эл Райс, которые в своих «Маркетинговых войнах» дали ясно понять, что позиция Котлера, мягко говоря, не соответствует действительности.

— Александр Кендюхов, доктор экономических наук, профессор
Однако, в наши дни уже и теории Райса и Траута некоторые считают неактуальными:
Современный маркетинг отличается от того, что писали Траут и Райс в упомянутых вами «Маркетинговых войнах». Главное отличие — невозможно провести чёткую границу между продуктом и маркетингом. Это особенно наглядно демонстрируют технологические или интернет-компании. 

— Владимир Коровкин, вице-президент по инновациям и развитию КБ «Пойдём!»
Хотя, с некоторыми оговорками, советы и примеры Райса и Траута из книги «Маркетинговые войны» продолжают оставаться популярными, в том числе и в России:
Эл Райс и Джек Траут в своих знаменитых «Маркетинговых войнах» рассказывают про приём «фланговая атака распределением». ... Конечно, автор не предлагает начать торговать в банковских офисах дешёвыми колготками, но, например швейцарскими часами, — почему бы и нет? А если посетителю денег не хватает — можно ему тут же кредит предложить.

## Влияние
Книга Райса и Траута упоминается не только в контексте маркетинга товаров и услуг, но и в контексте политического позиционирования, пиара. Например, Евгений Минченко называет труд Райса и Траута «классическим», говоря при этом о «геополитическом раскладе Белоруссии».
Наталья Брянцева, описывая «PR-войны» также цитирует этот труд Траута и Райса:
PR-война способна изменить расстановку сил на устоявшемся рынке. Но агрессия может сыграть на руку противнику. «Успешные маркетинговые кампании всё чаще приходится планировать, как военные операции.»